# Dieter Freytag

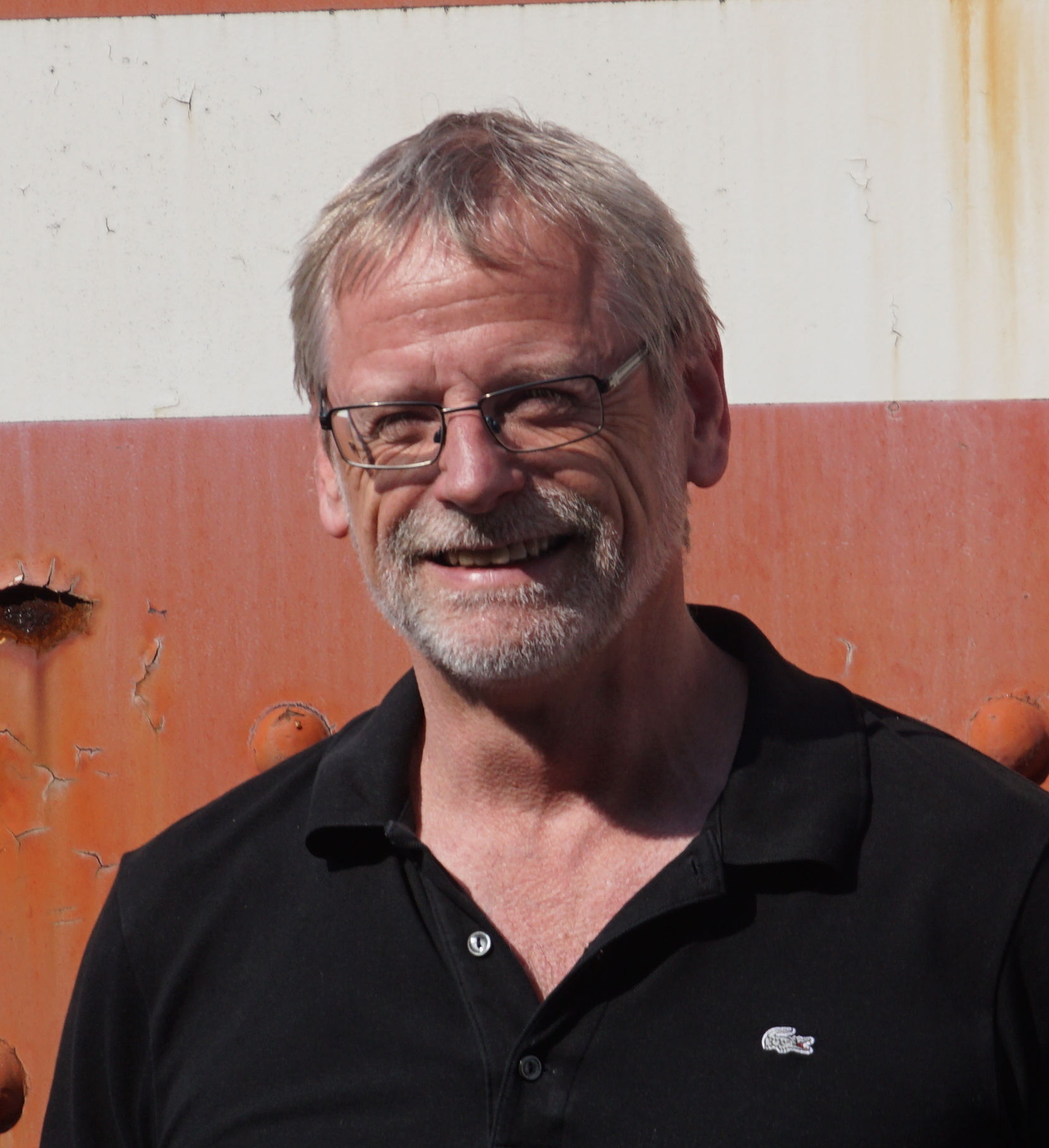
Dieter Freytag, 2016

Dieter Freytag (* 21. April 1955 in Köln, Deutschland) ist ein deutscher Politiker und hauptamtlicher Bürgermeister der Stadt Brühl.

## Leben
Freytag wuchs als jüngstes von drei Kindern in Brühl auf und lebt seitdem in seiner Heimatstadt. Seit 1972 gehört er der SPD an.
Freytag machte 1973 am heutigen Max-Ernst-Gymnasium sein Abitur. An der Universität zu Köln absolvierte er ein Studium der Wirtschafts- und Sozialwissenschaften, welches er als Diplom-Volkswirt erfolgreich abschloss. Er kandidierte erstmals 1979 in Brühl-Vochem für den Brühler Stadtrat und wurde als seinerzeit jüngstes Ratsmitglied gewählt.
Durch den Rat der Stadt Brühl wurde er mit Wirkung zum 1. Februar 1991 zum Kämmerer und Beigeordneten gewählt und in den folgenden Jahren zweimal wiedergewählt.
Am 9. Februar 2014 wurde er in der Stichwahl mit 60,8 % zum Brühler Bürgermeister gewählt.
In der Sendung Wer wird Millionär? – Das große Zocker-Special am 5. April 2021 wurde Freytag von einer Bekannten als Telefonjoker für die 125.000 €-Frage angerufen, wusste die Antwort jedoch nicht.